# Lecane ludwigii
Lecane ludwigii is een raderdiertjessoort uit de familie Lecanidae. De wetenschappelijke naam van deze soort is voor het eerst geldig gepubliceerd in 1883 door Eckstein.